# Ala (unidad de aviación militar)
En la aviación militar, una ala es una unidad de mando. En la mayoría de los servicios de aviación militar, una ala es una formación relativamente grande de aeronaves. En los países de la Commonwealth una ala usualmente comprende tres escuadrones, mientras que varias alas forman un grupo (aproximadamente 10 escuadrones). Cada escuadrón está formado por alrededor de 20 aeronaves.
| Británicos y Armada estadounidense | USAF y USMC | Canadienses    | Nivel de rango del general u oficial comandante |
| ---------------------------------- | ----------- | -------------- | ----------------------------------------------- |
| Grupo                              | Ala         | División aérea | OF-6 (1-estrella) u OF-7 (2-estrellas)          |
| Ala                                | Grupo       | Ala            | OF-4 u OF-5                                     |
| Escuadrón                          | Escuadrón   | Escuadrón      | OF-3 u OF-4                                     |

## Uso en la Mancomunidad de Naciones

### Orígenes
En su creación en el año 1912, se pretendía que el Real Cuerpo Aéreo (en inglés: Royal Flying Corps, RFC) británico fuera una fuerza combinada, inter-servicio entre el Ejército Británico y Real Armada. Dada la rivalidad que existía entre el ejército y la armada, se aplicó una nueva terminología, con el propósito de evitar marcar al cuerpo como teniendo un espíritu del ejército o la armada. Mientras que el término "ala" había sido utilizado en la caballería, su uso más general predominaba. En consecuencia, la palabra "ala", con su alusión a volar, fue escogido como el término de la subdivisión y el cuerpo fue dividido en un "Ala Militar" (el ala del ejército) y un "Ala Naval". Cada ala consistía de una cantidad de escuadrones (el término "escuadrón" ya había sido utilizado tanto por la Armada como por el Ejército).
Para el año 1914, el ala naval se había convertido en el Real Servicio Aéreo Naval y obtuvo su independencia del Real Cuerpo Aéreo. En el año 1915, El Real Cuerpo Aéreo se había expandido significativamente y se sintió que era necesario crear unidades de organización que pudieran controlar dos o más escuadrones; el término "ala" fue reutilizado para esta nuevas unidades de organización.
El Real Cuerpo Aéreo fue fusionado con el Real Servicio Aéreo Naval en el año 1918, creando la Real Fuerza Aérea británica. El uso del Real Cuerpo Aéreo de la palabra ala fue mantenido en el nuevo servicio.

### Uso actual
| Tipo de unidad              | Comandante        | Escala estándar de rangos de la OTAN |
| --------------------------- | ----------------- | ------------------------------------ |
| Alas operacionales de vuelo | Capitán de grupo  | OF-5                                 |
| Alas de operación terrestre | Comandante de ala | OF-4                                 |

En la mayoría de las fuerzas aéreas de la Commonwealth, así como algunas otras, un ala está usualmente compuesta de tres o cuatro escuadrones. En estas fuerzas aéreas un ala es inferior a un grupo. Originalmente todas las alas usualmente estaban al mando de un comandante de ala (equivalente a un teniente coronel). Desde la Segunda Guerra Mundial en adelante, las alas operacionales de vuelo usualmente han estado al mando de un capitán de grupo (equivalente a coronel), mientras que las alas de operación terrestre han continuado al mando de comandantes de ala.
También un ala puede ser usada por unidades no de aviación, tales como fuerzas de infantería del Regimiento RAF (en inglés: Royal Air Force Regiment, RAF Regt), en él cual una ala es igual a un batallón. Adicionalmente, las Estaciones de la RAF están divididas administrativamente en alas.
En el año 2006, en las principales bases de operación de la RAF se establecieron las alas aéreas expedicionarias. Estas alas aéreas expedicionarias consisten de los elementos desplegables de la base de operación principal y otras fuerzas suplementarias. Las alas aéreas expedicionarias pueden estar subordinadas a un Grupo Aéreo Expedicionario.
En el Cuerpo de Entrenamiento Aéreo británico, un ala consiste de una cantidad de escuadrones al interior de un área geográfica designada, usualmente llamada de acuerdo al condado en el cual está basada. En este aspecto, un ala es inferior a una "región" la que está compuesta de hasta seis alas. En total, existen 36 alas del Cuerpo de Entrenamiento Aéreo en seis regiones al interior del Reino Unido, cada una de las cuales está al mando de un comandante de ala RAFVR(T) (en inglés: Royal Air Force Volunteer Reserve (Training Branch), RAFVR(T)).

## Uso canadiense
Mientras que la Real Fuerza Aérea Canadiense original previo a la unificación seguía las norma británicas, la moderna Real Fuerza Aérea Canadiense es un ejemplo de fuerza aérea de la mancomunidad que no sigue las normas británicas. El tamaño de un ala (base) sigue las normas estadounidenses; varía mucho y puede incluir personal que alcanza los miles.
En la década de 1990, el Comando de las Fuerzas Aéreas Canadienses (la RCAF posterior a 1968 y hasta 2011) alteró la estructura de aquellas bases bajo su control, declarándolas como Alas bajo en control general de la 1.a División Aérea Canadiense en Winnipeg. Por ejemplo, la CFB Trenton en Ontario fue redesignada como 8.a Ala Trenton. El comandante de la base en estas bases (así como otras alas cuyos cuarteles generales se encontraban en bases no controladas por el Comando Aéreo, tal como la 16.a Ala en la CFB Borden y la 1.a Ala en la CFB Kingston) fueron redesignados como Comandantes de Ala (o Wg Comd). Así como continuando sus funciones como los oficiales al mando de las bases a la cual se encontraban asignados, ellos también servían como comandantes de formación para todos los escuadrones y unidades asignados a esas bases por el cuartel general de la 1.a División Aérea y el cuartel general del Comando Aéreo (sin importa si estaban físicamente localizados en la base en cuestión o en alguna otra parte; como era el caso de la 12.a Ala en Nueva Escocia, que tenía una unidad, el 443.er Escuadrón de Helicópteros Marítimos, acuartelado en Patricia Bay cerca de la CFB Esquimalt (en inglés: Canadian Forces Base, CFB) en la Columbia Británica, al otro lado del país respecto a donde se encuentra Shearwater).

## Uso en la Fuerza Aérea de Estados Unidos

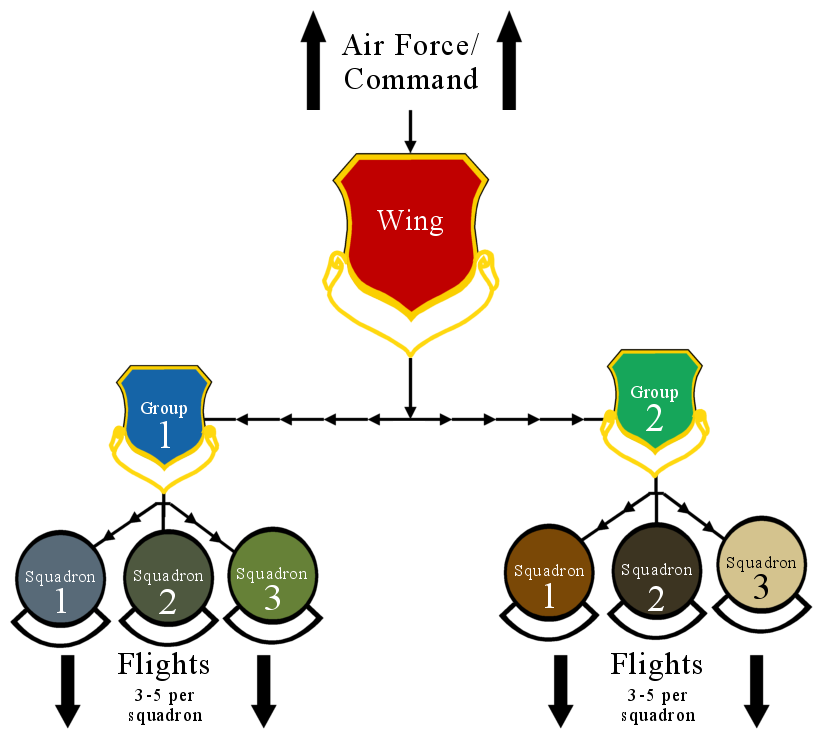
Diagrama de una típica estructura de organización de un ala en la Fuerza Aérea de Estados Unidos.

En la Fuerza Aérea de Estados Unidos, un ala normalmente es enlace organizacional bajo una Fuerza Aérea Numerada. La mayoría de las alas de la Fuerza Aérea de Estados Unidos (en inglés: United State Air Force, USAF) están al mando de un coronel, pero algunas están al mando de un brigadier general. Las alas de la USAF están estructuradas para cumplir una misión desde una base específica, y están compuestas de un cuartel general y de cuatro grupos: un grupo de operaciones, un grupo de mantenimiento, un grupo médico y un grupo de apoyo a la misión. Tal tipo de ala es conocida como una Organización de Ala de Combate (en inglés: Combat Wing Organization, CWO), la que se puede comparar a una brigada en el Ejército de Estados Unidos. Otros tipos de alas, tal como el Ala Expedicionaria Aérea, existen para varios otros propósitos y su alcance puede extenderse a una base, un teatro o a nivel mundial.
En el uso de la Fuerza Aérea de Estados Unidos, una organización militar por sobre el nivel de escuadrón (grupo, ala, división, comando, fuerza aérea) es un establecimiento (en inglés: establishment), mientras que un escuadrón y más bajo (escuadrón, escuadrilla, destacamento) es una unidad (en inglés: unit).
Las alas del Servicio Aéreo del Ejército de Estados Unidos/Cuerpo Aéreo del Ejército de Estados Unidos/Fuerzas Aéreas del Ejército de Estados Unidos que existían antes del año 1947 no son comparables a las alas de la USAF. Las alas de la Segunda Guerra Mundial, por ejemplo, eran organizaciones administrativas y operacionales muy grandes que usualmente controlaban varios grupos y numerosas organizaciones de servicios, a menudo localizadas en lugares ampliamente dispersos. Muchas de las alas de la Segunda Guerra Mundial fueron redesignadas como divisiones aéreas después de la guerra. Las alas modernas, tal como la conocemos, comenzaron su existencia con una prueba de servicio entre el año 1947 y 1948. Estas alas tenían una organización de Tabla de Distribución (en inglés: Table of Distribution, T/D), cada una teniendo un grupo de combate (la única Tabla de Organización de establecimiento de las alas), un grupo de aeródromo, un grupo de mantenimiento y abastecimiento y un grupo médico de estación. En el año 1948, al final de la prueba de servicio, el cuartel general de la USAF reemplazó las T/D de las alas con alas de combate permanentes con Tablas de Organización y Equipos (en inglés: Table of Organization and Equipment, TOE) (constituidas) que tenían un grupo de combate, un grupo de base aérea, un grupo de mantenimiento y abastecimiento y un grupo médico.
Las alas de combate constituidas siempre son numeradas en una serie única comenzando con el número árabe “1.ro”. Por ejemplo: 1.er Ala de Caza, 21.a Ala Espacial, y la 509.a Ala de Bombarderos del Comando Aéreo Estratégico. Todas las alas constituidas tienen uno, dos o tres dígitos en sus designaciones numéricas.
En muchos casos, la designación numérica del ala proviene del grupo de combate que la precedió y se convierte en parte integral del ala posterior a la Segunda Guerra Mundial. En otras palabras, cuando el 14.a Ala de Caza (posteriormente la 14.a Ala de Entrenamiento de Vuelo) fue creada, recibió la designación numérica 14.a partir del 14.o Grupo de Caza que ya había existido por varios años y que se convirtió en el componente de combate del ala. Al mismo tiempo, los otros componentes establecidos, y las unidades de estos establecimientos, también recibieron designaciones numéricas con el 14, alineado cada una de ellas directamente con la 14.a Ala. Sin embargo, los escuadrones tácticos del grupo de combate retuvieron sus designaciones numéricas separadas y distintivas.
La Fuerza Aérea tiene tres tipos básicos de alas: operacional, base aérea y especializadas:
- Un ala operacional es un ala que tiene un grupo de operaciones y actividades relacionadas con la misión operacional asignadas a ella. Cuando un ala operacional lleva a cabo su misión primaria desde una base, usualmente mantiene y opera dicha base. Adicionalmente, un ala operacional es capaz de apoyarse a sí misma en áreas funcionales tales como mantenimiento, abastecimiento y munición, en la medida que sea necesario. Cuando un ala operacional es una organización invitada, el comando dueño de casa proporciona en varios grados la base y el apoyo logístico.

- Un ala base aérea usualmente mantiene y operar una base, y a menudo proporciona apoyo funcional a un cuartel general de mando principal.

- Un ala especializada puede ser ya sea una ala dueña de casa o un ala invitada y desempeña misiones especializadas tales como inteligencia o entrenamiento.

## Otros servicios estadounidenses
La Armada de Estados Unidos sigue la estructura británica en que un Ala es una formación administrativa que controla dos o más escuadrones de aeronaves que están basados en tierra. Varias alas pueden ser combinadas en un grupo. Por ejemplo el Grupo de Patrulla y Reconocimiento (en inglés: Patrol and Reconnaissance Group, CPRG) está al mando de tres Alas de Patrulla y Reconocimiento (en inglés: Patrol and Reconnaissance Wings, CPRW), que a su vez está al mando de varios Escuadrones de Patrulla (en inglés: Patrol Squadron, VP) o Escuadrones de Reconocimiento de Flota (en inglés: Fleet Reconnaissance Squadrons, VQ). Un Ala Aérea Embarcada (en inglés: Carrier Air Wing, CVW), previamente conocida como un Grupo Aéreo Embarcado (en inglés: Carrier Air Group, CAG) consistente de varios escuadrones y es una formación operacional que está basada en un portaaviones. Los escuadrones de una CVW también están asignados a un ala administrativa (tal como Ala de Caza y Ataque del Atlántico (en inglés: Strike Fighter Wing Atlantic). Los grupos de la Armada están al mando de un contraalmirante (Mitad Inferior) y las alas están al mando de capitanes.
En el Cuerpo de Marines de los Estados Unidos, un ala es una comando general consistente de al menos dos Grupos de Aviación de Infantería de Marina (en inglés: Marine Aircraft Group, MAG), un Grupo de Control Aéreo de Infantería de Marina (en inglés: Marine Air Control Group, MACG) y un Escuadrón Cuartel General de Ala de Infantería de Marina (en inglés: Marine Wing Headquarters Squadron, MWHS). Siendo equivalente a una división en tamaño, usualmente su comandante es un mayor general.
En la Patrulla Aérea Civil, existen 52 alas (cada uno de los 50 estados además de Washington D. C. y Puerto Rico). Cada ala supervisa los grupos y escuadrones individuales, que son la unidad básica operacional de la organización. Alguna alas, por ejemplo el Ala Delaware sólo tienen un grupo debido al pequeño tamaño del ala.

## Equivalentes en otros países
La mayoría de las otras fuerzas aéreas occidentales tienden a seguir la nomenclatura de la Fuerza Aérea de Estados Unidos, con los escuadrones formando directamente los grupos. Sin embargo, inmediatamente sobre esto, alguna fuerzas aéreas usan términos extranjeros que son equivalentes a un "ala" estadounidense. Por ejemplo: Geschwader en la Luftwaffe alemana; Polk (Regimiento) en Rusia, ver Regimiento de Aviación; Stormo en Italia; y escadre en la Fuerza Aérea Francesa previa a la Segunda Guerra Mundial, que también es la traducción oficial francesa de un ala en las Fuerzas Canadienses modernas.

### Uso alemán
| Uso en la Fuerza Aérea Alemana moderna |                            |
| Tipo de unidad                         | Comandante                 |
| -------------------------------------- | -------------------------- |
| Geschwader operacional de vuelo        | Geschwaderkommodore (OF-5) |
| Geschwader basada en tierra            | Geschwaderkommodore (OF-5) |

La fuerza aérea alemana de la Segunda Guerra Mundial utilizó los conceptos de Geschwader, Gruppe, Staffel en forma similar a la de Ala, Grupo, Escuadrón de las Fuerzas Aéreas del Ejército de los Estados Unidos de la misma época.

### Unidades de la Fuerzá Aérea Mexicana
| División Aérea                    | Ala                          | Grupo                          | Escuadrón             |
| General de División P.A. D.E.M.A. | General de Ala P.A. D.E.M.A. | General de Grupo P.A. D.E.M.A. | Coronel P.A. D.E.M.A. |